# Мирослав Тимотијевић
Мирослав Тимотијевић (Краљево, 18. децембар 1950 — 4. jул 2016, Београд) био је српски историчар уметности и професор на Филозофском факултету Универзитета у Београду.

## Биографија
Мирослав Тимотијевић је дипломирао 1981, магистрирао 1989, а докторирао 1993. на Одељењу за Историју уметности Филозофског факултета у Београду. Бавио се изучавањем историје уметности и визуелне културе, као и културном историјом новог века.
Његов основни методолошки приступ био је заснован на превазилажењу строгих подела између појединих специјалистичких историјских и друштвених дисциплина и феноменолошком прилазу проблемима уметности и визуелне културе, који се тумаче као конститутивни елементи нововековне културе. Студијски боравци у Аустрији, Италији, Енглеској, Шпанији, Грчкој, Румунији и Мађарској. Корисних стипендије Фондације Пола Гетија 1995. На почетку каријере бавио се барокном иконологијом о чему је написао низ студија указујући на везу барокног религиозног сликарства и барокног схоластичког богословља. Његова тумачења заснована су на тези да је „слика нема проповед“, а „проповед изговорена слика“. Синтетички резултати ових истраживања објављени су у књигама „Теодор Илић Чешљар“ и „Српско барокно сликарство“.
Књигама „Црква Светог Георгија у Темишвару“ и „Манастир Крушедол I-II“ формулисао трансдисциплинарни метод истраживања парохијских храмова и манастира.
У књизи „Рађање модерне приватности“ бавио се феноменима приватности и приватног живота српске етније у Хабзбуршкој монархији од краја 17. до почетка 19. века. Књигу је прештампала на немачки језик издавачка кућа Визер. У књизи „Катарина Ивановић“, објављеној у коауторству са проф. др Радмилом Михаиловић, указао је на нужност историјског тумачења процеса производње сликара као репрезената националног културног идентитета. У студијским тестовима публикације „Паја Јовановић - Paul Joanowitch“, објављеној поводом изложбе Народног музеја у Београду организованој у Галерији САНУ, указао је на могућности новог читања опуса овог познатог сликара европске репутације.
У часопису „Наслеђе“ објавио серију текстова посвећених проблему културе сећања и заборављања у меморијској структури симболичне политике репрезентативне културе српске престонице у време Кнежевине и Краљевине Србије. Његову пажњу посебно заокупљају заборављени кутови чудотворних икона о којима је објавио низ студија.
Руководио је националним и међународним научним пројектима, учествовао у научним скуповима у земљи и иностранству. Предавао је као хонорарни професор западноевропску уметност новог века на Факултету ликовних уметности Универзитета уметности у Београду.
Поред истраживачког, научног и педагошког рада вршио је дужност управника Одељења за историју уметности, шефа Катедре за историју уметности новог века, управника Института за историју уметности Филозофског факултета у Београду, секретара Одељења за историју уметности Матице српске, председника Друштва историчара уметности Србије. Члан је редакције часописа Саопштења Републичког завода за заштиту споменика културе Србије, Грађе Покрајинског завода за заштиту споменика културе Војводине, Наслеђа Завода за заштиту споменика културе Београда, Зборника Народног музеја у Београду и Наше прошлости Народног музеја и Историјског архива у Краљеву.

## Награде и признања
- 1989. Повеља Галерије Матице српске за сарадњу са овом институцијом.
- 2007. Награда Радомир Станић за популаризацију културног наслеђа.
- 2009. Монографија Манастир Крушедол I-II проглашена издавачким подухватом године на 54. међународном београдском сајму књига.
- 2009. Награда Павле Васић за студијски текст у каталогу народног музеја у Београду и Галерије САНУ Паја Јовановић - Paul Joanowitch.

### Књиге, аутор
- Теодор Илић Чешљар (1746-1794), Галерија Матице српске, Нови Сад 1989.
- Црква светог Георгија у Темишвару (Die Kirche des heligen Georgius in Temesvar), Матица српска, Нови Сад 1996.
- Српско барокно сликарство (Serbian Baroque Painting), Матица српска, Нови Сад 1996.
- Рађање модерне приватности, Приватни живот Срба у Хабзбуршкој монархији од краја 17. до почетка 19. века, Clio, Београд 2006.  86-7201-235-8 неважећи
- Манастир Крушедол, том. I-II, Драганић, Покрајински завод да заштиту споменика културе Војводине, Београд 2008. 978-86-441-0770-5.
- Паја Јовановић - Paul Joanowitch, Народни музеј у Београду, Галерија САНУ, Београд 2009, 2. издање 2010. 978-86-7296-108-5 неважећи .
- , Wieser Verlag, Flagenfurt/Celovec 2011. 978-3-85129-297-4 неважећи .
- , Историјски музеј Србије, Филозофски факултет, Београд 2012. 978-86-82925-51-4.

### Књиге, коаутор
- Преглед уништених и оштећених православних храмова 1991. у српским областима у Хрватској, Републички завод за заштиту споменика културе Србије, Београд 1992, 25-52. (Коаутор са Радомиром Станићем и Динком Давидовим)
- , , Belgrade 1992, 29-56. (Koautor sa Radomirom Stanićem i Dinkom Davidovim)
- Katarina Ivanović, Topy, Vojnoizdavački zavod, Narodni muzej u Beogradu, Beograd 2004, 7-65, 159-191. (Koautor sa Radmilom Mihailović)
- Историја приватног живота у Срба од средњег века до савременог доба, Clio, Београд 2011, 171-388. (Коаутор са Марком Поповићем и Миланом Ристовићем) 978-86-7102-398-6.

### Књиге, приређивач
- Иконопис Врањске епархије, пр. М. Тимотијевић, Н. Макуљевић, Београд-Врање, Београд 2005.  86-80269-77-8
- Тронови цркве манастира Крушедола, пр. М. Тимотијевић, Галерија Матице српске, Нови Сад 2009. 978-86-83603-31-2.
- Између естетике и живота: Представа жене у сликарству Паје Јовановића, пр. М. Тимотијевић, Л. Мереник, Галерија Матице српске, Нови Сад 2010. 978-86-83603-38-1.

### Поглавља у књигама
- Верник и поданик, у: Приватни живот у српским земљама у освит новог доба, пр. А. Фотић, Београд 2005, 623-654.  86-7102-219-6
- Индивидуална приватност, у: Приватни живот у српским земљама у освит новог доба, пр. А. Фотић, Београд 2005, 687-758.  86-7102-219-6
- Приватност породице, у: Приватни живот у српским земљама у освит новог доба, пр. А. Фотић, Београд 2005, 759-811.  86-7102-219-6
- Домаћи простор, у: Приватни живот у српским земљама у освит новог доба, пр. А. Фотић, Београд 2005, 812-842.  86-7102-219-6
- Дружење између приватног и јавног, у: Приватни живот у српским земљама у освит новог доба, пр. А. Фотић, Београд 2005, 843-863.  86-7102-219-6
- Приватни простори и места приватности, у: Приватни живот Срба у деветнаестом веку, ур. А. Столић, Н. Макуљевић, Београд 2006, 165-244.  86-7102-249-8
- Мошти светих деспота Бранковића и меморијска структура сакралног простора главног крушедолског храма, у: Тронови цркве манастира Крушедола, ур. М. Тимотијевић, Галерија Матице српске, Нови Сад 2009, 15-53.  978-86-83603-31-2.
- Увод: Представа жене као идеолошког естетског субјекта у сликарству Паје Јовановића, у: Између естетике и живота: Представа жене у сликарству Паје Јовановића, пр. М. Тимотијевић, Л. Мереник, Галерија Матице српске, Нови Сад 2010, 21-49.
- Српска уметност у XVIII веку, у: Србија културна спона између истока и запада, Матица српска, Нови Сад 2010, 97-119. 978-86-7946-063-9.
- Српска уметност у XIX веку у: Србија културна спона између истока и запада, Матица српска, Нови Сад 2010, 121-142. 978-86-7946-063-9.
- , , Matica Srpska, Novi Sad 2010, 97-119. 978-86-7946-064-6.
- , , Matica Srpska, Novi Sad 2010, 121-142. 978-86-7946-064-6.
- , , Matica Srpska, Novi Sad 2010, 105-129. 978-86-7964-071-4 неважећи .
- , , Matica Srpska, Novi Sad 2010, 131-156. 978-86-7964-071-4 неважећи .

### Студије
- Захарија Орфелин – Распеће са Лонгином и поштовање Христових рана у српској уметности XVIII века, Зборник за ликовне уметности Матице српске 21 (1984), 223-234.
- Светлост као симбол на представама Благовести у српској уметности  века, Свеске Друштва историчара уметности Србије 16 (1985), 57-61.
- “” - барокна таписерија из Музеја примењене уметности у Београду (Histoire de Psyché - A Baroque Tapestry from Museum of Applied Art in Belgrade), Зборник Музеја примењене уметности у Београду 28-29 (1984-1985), 39-45.
- “” - рељеф у слоновачи из Музеја примењене уметности у Београду (“Lé Congrés de Vienne 1815” - Ivory Relief from Museum of Applied Art in Belgrade), Зборник Музеја примењене уметности у Београду 28-29 (1984-1985), 111-117.
- Светлост као симбол на представама Христовог рођења у српској уметности  века, Свеске Друштва историчара уметности Србије 17 (1986), 28-39.
- Иконографија готичког висећег свећњака из манастира Дечана, Саопштења Републичког завода за заштиту споменика културе Србије XVIII (1986), 215-228.
- Први српски штампани антимински и њихови узори (The First Serbian Printed Antiminses and Their Models), Зборник Матице српске за ликовне уметности 23 (1987), 39-69.
- Висећи ренесансни свећњак из Дечана (Early Renaissance Chandelier from Dečani), Свеске Друштва историчара уметности Србије 18 (1987), 43-51.
- Џефаровићев бакрорез “Св. Стефан Штиљановић” и визитација Шишатовца 1753. године (Dzefarović's Engraving "St. Stefan Štiljanović" and Visitation of Šišatovac 1753), Свеске Друштва историчара уметности Србије 18 (1987), 93-105.
- Идејни програм зидног сликарства у припрати манастира Крушедола, Саопштења републичког забода за заштиту споменика културе Србије XIX (1987), 109-126.
- Христофор Џефаровић - Коњанички портрети браће Стратимировић као Militis Christiani, Зборник Народног музеја у Београду XIII/2 (1987), 93-105.
- Efemerni spektakl za vreme druge vladavine kneza Miloša i Mihajla Obrenovića - 1859-1868, Zbornik radova Petog kongresa povjesničara umjetnosti Jugoslavije, Peristil 31-32, Zagreb 1988, 305-312.
- Иконографија Великих празника у српској барокној уметности (Iconography of the Great Fest Days in the Baroque Serbian Art), Зборник Матице српске за ликовне уметности 25 (1989), 95-134.
- Визитација манастира Шишатовца у XVIII веку: Прилог изучавању ефемерног спектакла, у: Манастир Шишатовац, Зборник радова научног скупа, Српска Академија наука и уметности, Блаканолошки институт, Београд 1989, 341-366.
- Иконографија парабола у српском барокном сликарству и украјински проповеднички зборници (The Iconography of Parables in Serbian Baroque Painting and Ukrainian Collection of Sermons), Зборник Матице српске за ликовне уметности 26 (1990), 147-174.
- Портрети архијереја у новијој српској уметности, у: Западноевропски барок и византијски свет, Зборник радова међународног научног скупа, САНУ, Београд 1991, 147-174.
- Сремски деспоти Бранковићи и оснивање манастира Крушедола, у: Српска култура у првој половини XVI века (Die syrmischen Despoten der Branković’s und die gründung des Klosters Krušedol), у: Српска култура у првој половини XVI века, Зборник радова научног скупа, Зборник за ликовне уметности Матице српске 27-28 (1991-1992), 127-150.
- Европа и српска уметност у делу Дејана Медаковића, у: Дејан Медаковић научни и књижевни портрет поводом седамдесетогодишњице рођења, Свеске Матице српске 25 (1993), 41-46.
- Зидно сликарство манастира Крушедола, Рад Матице српске 30 (1993), 113-115.
- Уметност и политика: Портрет Јосифа II на иконостасу Теодора Илића Чешљара у Мокрину (Art and Politics: Portrait of Joseph II on the Iconostasion by Teodor Ilić Češljar at Mokrin), Зборник Филозофског факултета у Београду, Серија А: Историјске науке XVIII (1994), 283-309.
- Идејни програм зидног сликарства у олтарском простору Крушедола (Répertoire de la peinture murale dans le sanctuaire du monastére de Krušedol), Саопштења Републичког завода за заштиту споменика културе XXVI (1994), 63-90.
- Ђура Јакшић - “Молитва на Маслиновој гори”: Прилог изучавању црквеног сликарства епохе романтизма (Đura Jakšić "Prayer on the Mount of Olives": A Contribution to the Study of Church Painting in the Age of Romanticism), Зборник Народног музеја у Београду XV-2 (1994), 129-139.
- Тема мучеништва и активна побожност у зидном сликарству Драче, Рад Матице српске 31 (1994), 151-152.
- Улога музике у уобличавању црквеног ентеријера у XVIII и у првој половини XIX века, у: Црквена музика у прошлом и нашем времену, Зборник радова научног скупа, Зборник Матице српске за сценске уметности и музику 15 (1994), 47-64.
- Богородичин трон Николајевске цркве у Иригу, Намана и програм барокних Богородичиних тронова (Le trône de la Vierge dans l'église Saint-Nicolas à Irig), Саопштења републичког завода за заштиту споменика културе Србије XXVII (1995-1996), 131-152.
- “Хлеб животни” у ниши проскомидије манастира Бођана ("The Bread of Life" in the Niche of the Prothesis of the Monastery Church of Bodjani), Грађа за проучавање споменика културе Војводине XVIII (1996), 151-161.
- Гаврил Стефановић Венцловић и барокна пикторална поетика, Рачански зборник 1 (1996), 61-76.
- Српско барокно сликарство (Експозе докторске дисертације), Свеске Друштва историчара уметности Србије 23-26 (1992-1996), 80-87.
- Алегоријске персонификације Јована Рајића на насловним странама “Теологическог тела”, у: Јован Рајић, Зборник радова међународног научног скупа, Институт за књижевност, Београд 1997, стр. 243-256.
- Поштовање Богородице Брнске код Срба (Vénération de la Vierge de Bruno shez les Serbs), Саопштења Републичког завода за заштиту споменика културе XXIX (1997),181-191.
- “” и “” у барокном верско-политичком програму Карловачке митрополије ), Свети Сава у српској историји и традицији, Зборник радова међународног научног скупа, Балканолошки институт, САНУ, 1998, 387-431.
- Предање о студеничкој ктиторској икони Успења Богородице (Tradition relative à l'icône de ktitor de Studenica représentant la Dormition de la Vierge), Саопштења Републичког завода за заштиту споменика културе Србије  (1998-1999), 139-159.
- , y: , Солун 1999, 213-226.
- Трон за кивот са моштима Теодора Тирона у манастиру Ново Хопово - порекло облика и значење, Грађа за проучавање споменика културе Војводине XX (1999), 123-138.
- Стефан Немања у барокном верско-политичким програму српске цркве (Stefan Nemanja in the Baroque Religious-political Program of the Serbian Church), у: Стефан Немања — Свети Симеон Мироточиви. Историја и предање, Зборник радова међународног научног скупа, САНУ, Београд 2000, 395-408.
- Света Тројица крунишу Богородицу (Појава и значење теме на барокним иконостасима Сремеке епархије (The Representation 'Holu Trinity Crowing the Virgin on the Iconostases of the Srem Eparchy), Зборник Музеја Срема 4 (2000), 65-96.
- Poštovanje temišvarskog mitropolita Josifa Novog u baroknoj zvaničnoj i narodnoj pobožnosti Karlovačke mitropolije, u: Banatul Iugoslav trecut istoric si cultural, Zbornik radova međunarodnog naučnog skupa, Novi Sad 2000, 222-232.
- Христове престоне иконе у српском барокном сликарству - Дела из Галерије Матице српске, кат. изл., Галерија Матице српске, Нови Сад 2000.
- О симболичним фигурама композиција “Јевреји на водама вавилонским” Едуарда Бендемана и Живка Петровића, Саопштења  (2000-2001), 81-98. (ISSN 0409-008X)
- Хероизација песника Војислава Ј. Илића и подизање споменика на Калемегдану, Годишњак града Београда XLVII-XLVIII (2000-2001), 187-211. (ISSN 0436-1105)
- Сузе и звезде: О плачу Богородичиних чудотворних икона у бароку, у: Чудо у словенском свету, Зборник радова међународног научног скупа, Београд 2001, 221-236.  86-83215-02-4
- Богородица Нештинска, Сунчани сат 10 (2001), 187-200.
- Од ходочасника до путника: Типолошка генеза јавних националних споменика и Валдецова скулптура Доситеја Обрадовића, Наслеђе 3 (2001), 39-56.
- Римничко издање Србљака и барокна примењена амблематика, Зборник Матице српске за књижевност и језик, 1-2 (2002), 87-98.
- Од светитеља до историјских хероја - Култ светих деспота Бранковића у XIX веку, у: Култ светих на Балкану, II, Лицеум 7, Крагујевац 2002, 113-144. (ISSN 1451-4109)
- Мит о хероју спаситељу и подизање споменика кнезу Михаилу М. Обреновићу III, Наслеђе IV (2002), 45-78.
- Религиозно сликарство као историјска истина, Саопштења XXXIV (2002), 361-388. (ISSN 0409-008X)
- Научник као национални херој и подизање споменика Јосифу Панчићу, Годишњак града Београда 49-50 (2002-2003), 211-244. (ISSN 0436-1105)
- Традиција и барок: Утицај традиције на реформе барокне пикторалне поетике, у: Иконографско-иконолошке и ликовне особености поствизантијске уметности на Балкану, Зборник радова међународног научног скупа, Београд 1997, објављено у Зборник за ликовне уметности Матице српске 34-35 (2003), 201-222. (ISSN 0352-6844)
- Богородица Бездинска и верско-политички програм патријарха Арсенија IV Јовановића, Balkanika XXXII-XXXIII (2003), 311-346. (ISSN 0350-7653)
- Предговор - Introduction, у: Л. Шелмић, Српско зидно сликарство XVIII века – Serbian 18th Century Wall-painting, Нови Сад 2003, 8-13.  86-83603-07-5
- Меморијал ослободиоцима Београда 1806, Наслеђе V (2004), 9-34. (ISSN 1450-605X)
- О произвођењу једног националног празника: Спомен дан палима у борбама за отаџбину, Годишњак за друштвену историју IX, 1-3 (2004), 69-77.
- Манастир Крушедол као маузолеј династије Обреновић, Грађа за проучавање споменика културе Војводине XXI (2004), 96-118. (ISSN 0434-300X)
- Гуслар као симболична фигура српског националног певача, Зборник Народног музеја у Београду XVII/2 (2004), 253-285.
- , vol 10 (Beograd 2004), 275-282 (коаутор) UDC: 669.717:739:1/7.025=20
- Васпитање емоција и уобличавање модерног грађанског идентитета код Срба, Годишњак за друштвену историју, год. XII, бр. 1-3 (2005), 7-24.
- Народно позориште – храм патриотске религије (The National Theatre in Belgrade: A Temple of Patriotic Religion), Наслеђе VI (2005), 9-44.
- - Podizanje spomenika zahvalnosti Francuskoj, u: Srpsko-Francuski odnosi 1904-2004, Zbornik radova međunarodnog skupa, Beograd 2005, 193-218.  86-81511-23-8
- Врањска Бања, Црква светог пророка Илије, у: Иконопис Врањске епархије, пр. М. Тимотијевић, Н. Макуљевић, Београд-Врање, Београд 2005, 166-167.  86-80269-77-8
- Празничне представе Јована Стерије Поповића и репрезентативна култура у време кнеза Александра Карађорђевића, Театрон & Сцена, Београд Нови Сад 2006, 171-178.
- Идејни програм зидног сликарства у наосу цркве манастира Крушедола, Саопштења XXXVII-XXXVIII (2005-2006), 95-127.
- Гај Муције Сцевола пред Порсеном и Томирида са Кировом главом Стефана Гавриловића као патриотски exemplum virtutis, Зборник Народног музеја у Београду XVIII-2 (2006), 273-309.
- У сусрет 500-годишњице Крушедола, Летопис Матице српске, год. 184, књ. 481, св. 4 (2008), 621-625. (ISSN 0025-5939)
- Крушедолска трпезарија и верско политички програм „друге цркве“ у Карловачкој митрополији, Анали Огранка САНУ у Новом Саду, Додатак броју 4 – за годину 2008, Нови Сад 2008, 61-82.
- Јубилеј као колективна репрезентација: Прослава 50-годишњице Таковског устанка у Топчидеру 1865. године, Наслеђе, XI (2008), 9-49. (ISSN 1450-605X)
- Богородица Смедеревска, Зборник Матице српске за ликовне уметности 36 (2008), 57-87. (ISSN 0352-6844)
- Престоничка урбана меморија и флексибилна национална географија: Сађење младице Таковског грма у београдском дворском парку, Наслеђе 10 (2009), 11-40. (ISSN 1450-605X)
- Класицизам и српска визуелна култура, Рачански зборник 14 (2009), 95-114. (ISSN 0354-9356)
- Између сећања и историје: предање о чудотворној икони Богородице Шиклушке (Between Remembrance and History: The Tradition of the Miracle-Working Icon of the Virgin of Šikluš), Саопштења Републичког завода за заштиту споменика културе XLII (2010), 167-187.
- "Прошпект манастира Крушедола у Срему": бакрорез Захарије Орфелина из 1775 ("Prospekt of the Krusedol Monastery in Srem": Copper Engraving of Zaharija Orfelin from 1775), Зборник Матице српске за ликовне уметности 38 (2010), 111-136.
- Духовно ходочашће и "Описаније Јерусалима" Христофора Џефаровића, Зборнк Народног музеја у Београду XIX - 2 (2010), 213-242.
- Visuelle Darstellung Serbiens in Werken von Felix Kanitz, Balkanbilder von Felix Kanitz, hr. Đ. S. Kostić, Beograd 2011, 91-113.
- Визуелна представа Србије у делима Феликса Каница, Слике са Балкана Феликса Каница, пр. Ђ. С. Костић, Београд 2011, 115-144.
- Чудотворна икона Богородице Бођанске (The Miracle-Working Icon of the Virgin of Bođani), Саопштења Републичког завода за заштиту споменика културе XLIV (2012), 147-161.
- О представи Теодора Димитријевића Крачуна "Арханђео Михаило тријумфује над Сатаном" (About the Presentation of Theodor Dimitrijević Kračun "Archangel Michael Triumphs Over Satan"), Зборник Народног музеја у Београду XX-2 (2012), 103-120.
- О паралелама, везама и утицајима италијанске ренесансе и српске уметности новог века, у: Италијанска ренесанса - Српска уметност, Галерија Матице српске, Нови Сад 2013, 55-65.
- Слика, реч, ритуал: Почеци литургијске прославе Нове године 1. јануара и Крачуново "Обрезање Христово" на иконостасу Саборне цркве у Сремским Карловцима, Саопштења Републичког завода за заштиту споменика културе XLV (2013), 203-225.
- Значај Доситејеве "Христоитије" у прихватању манира као културног капитала српског нововековног грађанства, у: Доситеј у српској историји и култури, Зборник радова, Међународни научни скуп, ур. Душан Иванић, Београд 2013 89-104.
- Поштовање Марије Магдалене у барокном верском програму Карловачке митрополије и Крачунова композиција На додируј ме, Саопштења Републичког завода за заштиту споменика културе XLVI (2014), 153-176.
- Јестира пред Ксерксом Теодора Димитријевића Крачуна(Esther before Xerxes by Teodor Dimitrijević Kračun), Зборник Народног музеја у Београду XXI - 2 (2014), 163-192.

### Прикази
- Српска графика XVIII века, Зборник радова, Матица српска-Балканолошки институт САНУ, Посебна издања, књ. 26, Београд 1986; Свеске Друштва историчара уметности Србије 17 (1986), 183-186.
- Споменичко наслеђе Србије, Београд 1998, Саопштења Републичког завода за заштиту споменика културе Србије  (1998-1999), 255-257.
- Саша Брајовић, Госпа од Шкрпјела - маријански циклус слика, Саопштења  (2000-2001), 201-203. ISSN 0409-008X)
- Смиља Марјановић Душанић, Свети Краљ. Култ Стефана Дечанског, Српска академија наука и уметности, Балканолошки институт, Посебна издања 97, Clio, Београд 2007, XXXIX (2008), 307-309.